# Assevent
Assevent ist eine französische Gemeinde mit 1.782 Einwohnern (Stand: 1. Januar 2022) im Département Nord in der Region Hauts-de-France. Marpent gehört zum Arrondissement Avesnes-sur-Helpe und zum Kanton Maubeuge. Die Einwohner werden Asseventois genannt.

## Geografie
Assevent liegt etwa drei Kilometer ostnordöstlich von Maubeuge an der kanalisierten Sambre. Umgeben wird Assevent von den Nachbargemeinden Élesmes im Norden, Boussois im Osten, Recquignies im Südosten, Rousies im Süden und Südwesten sowie Maubeuge im Westen.

## Bevölkerungsentwicklung
| Jahr                       | 1962 | 1968 | 1975 | 1982 | 1990 | 1999 | 2007 | 2020 |
| Einwohner                  | 708  | 924  | 1360 | 1599 | 1940 | 1875 | 1739 | 1810 |
| Quellen: Cassini und INSEE |      |      |      |      |      |      |      |      |

## Sehenswürdigkeiten
- Kirche Saint-Joseph, 1868 erbaut
- Kapelle Notre-Dame de Consolation, 1761 erbaut
- Französisch-Deutscher Militärfriedhof

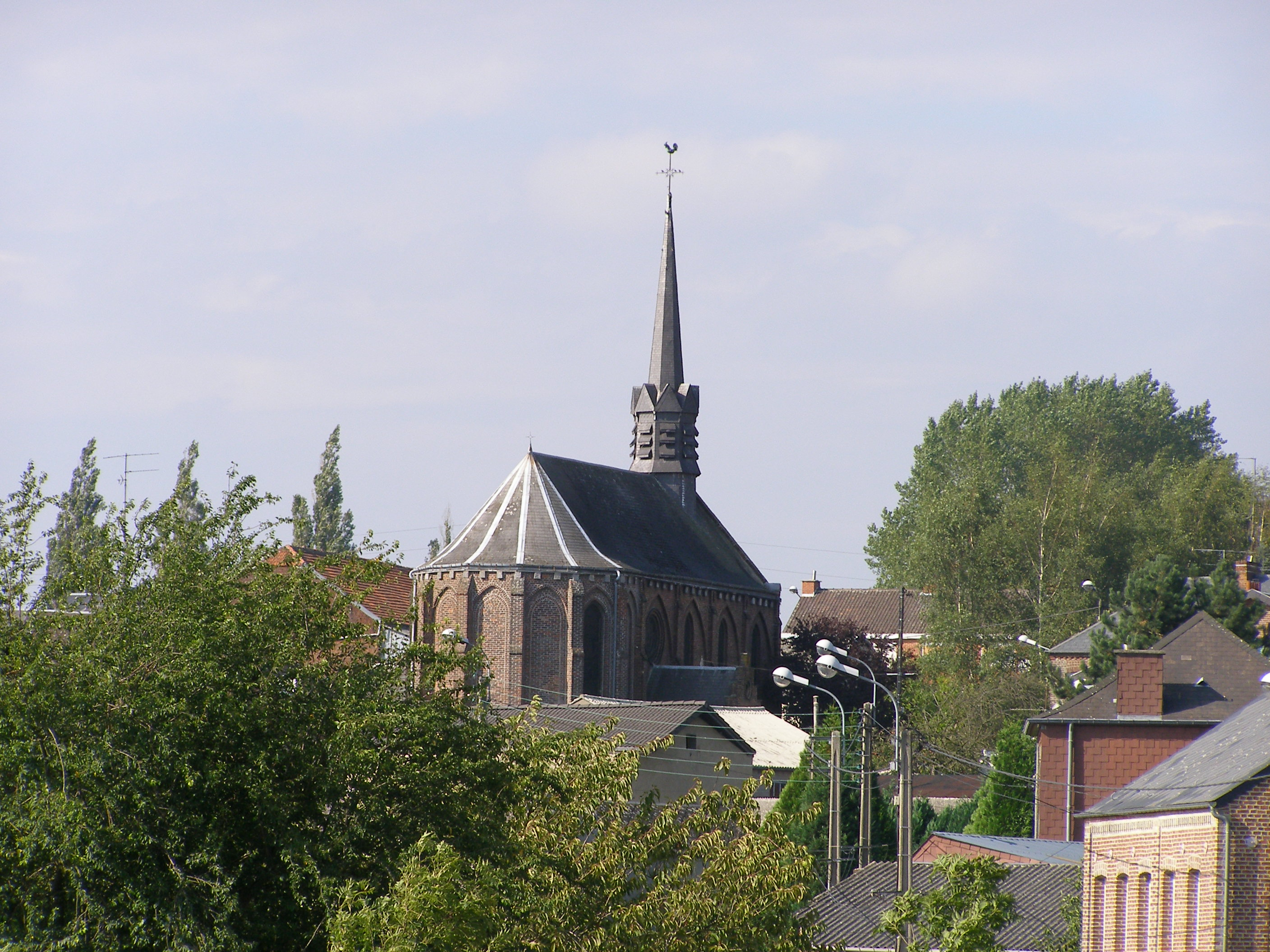
Kirche Saint-Joseph
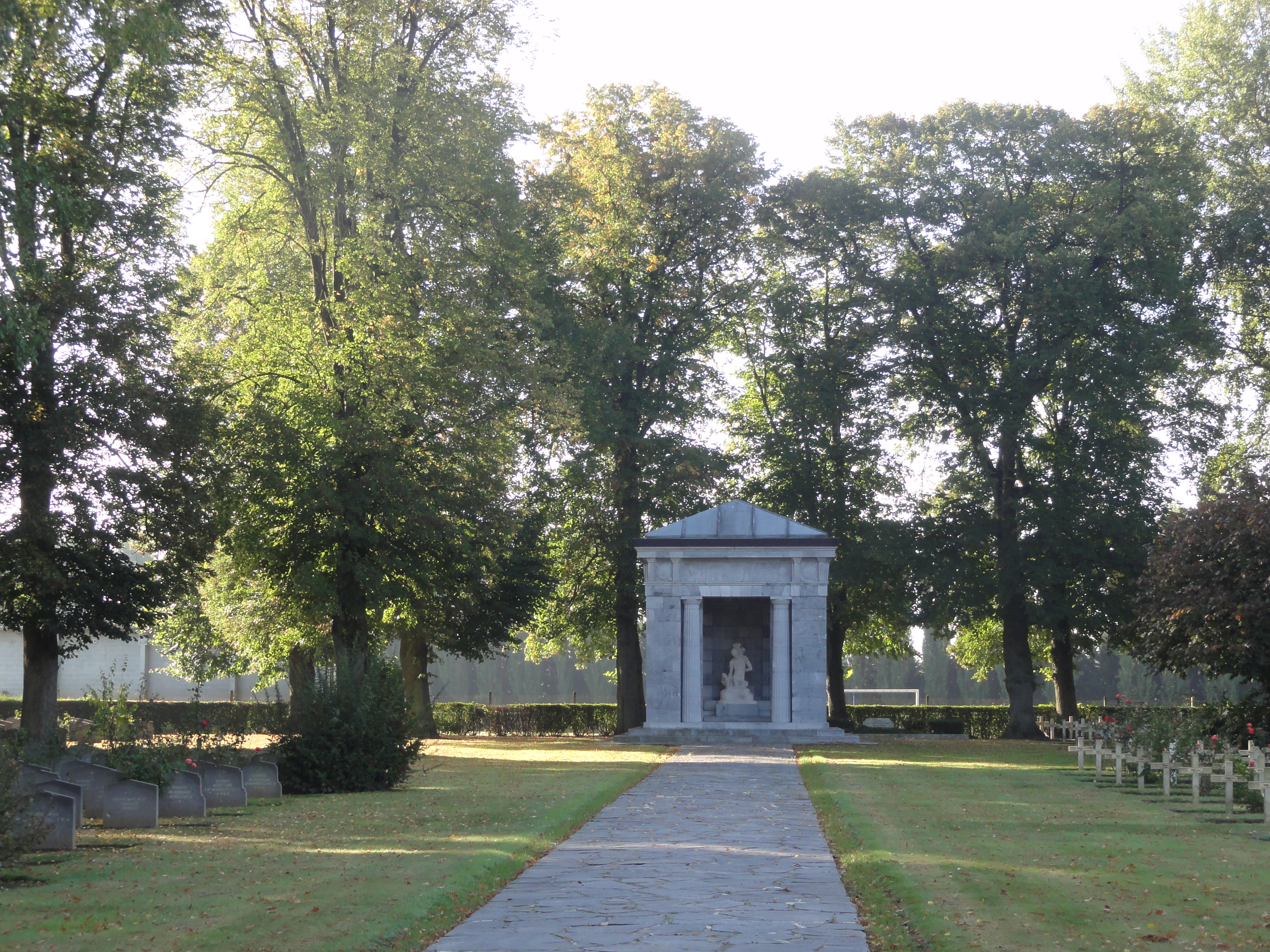
Französisch-Deutscher Militärfriedhof

## Trivia
In Assevent befindet sich ein Gefängnis.